# Петергофская гимназия Императора Александра II
Петергофская гимназия Императора Александра II («ранее Школа № 415», ныне «Государственное бюджетное общеобразовательное учреждение Петергофская гимназия Императора Александра II») — старейшее образовательное учреждение Петергофа, открытое 21 февраля 1880.
Основной акцент в обучении сделан на иностранные языки, английский и второй иностранный (французский или немецкий). В гимназии нет начальной школы(1-4 класса), только средняя, ученики поступают в неё в 5 классе, проходя вступительные экзамены.
Возле гимназии расположен бюст А. Г. Рубинштейну, главному жертвователю денег на постройку гимназии и первому преподавателю музыки.

## История
Строительство новой школы в Петергофе началось по прошению жителей, под которым подписался 91 человек. Прошение было подано на имя начальника петергофского дворцового правления генерал-майора Михаила Григорьевича Евреинова. До появления прогимназии в Петергофе не существовало учебного заведения, которое могло бы обучать большое количество детей и по приемлемым по тем временам меркам.
5 января 1879 года было получено разрешение на размещение прогимназии в здании мастерских ведомства Петергофского Дворцового Правления. Здание мастерских было перестроено в основном на деньги, пожертвованные жителями Петергофа и его окрестностей. Все перепланировочные работы проходили под руководством архитектора Э. Л. Гана.
В начале марта 1880 года газета «Кронштадтский вестник» сообщила своим читателям: «21 февраля, в Петергофе, состоялся торжественный акт открытия мужской прогимназии». Однако прогимназии не хватало Петергофу и граждане начали расширения в гимназию. Вскоре необходимость преобразования прогимназии в гимназию стала явной и была создана комиссия по изысканию средств на преобразование, которых требовалось 56000 тысяч рублей. Данные средства были изысканы, и 14 июня 1903 года в два часа тридцать минут, в присутствии императора Николая II, императрицы Александры Фёдоровны, многочисленной свиты, при большом стечении гостей и петергофских жителей состоялась закладка нового здания гимназии.
В новом здании также предусматривались жилые помещения для обслуживающего персонала, но дым и чад из них мешал учебному процессу, и Н. Я. Шубин 12 июня 1904 года предложил их вынести во двор, для чего по проекту архитектора А. К. Миняева был построен для них дом рядом с мастерскими дворцового правления. Строительство и отделка гимназии велись до конца лета 1904 года и 5 сентября состоялось довольно скромное, из-за войны России с Японией, торжество освящения перестроенного здания.
К этому году в гимназии обучалось 195 воспитанников. К следующему учебному году это число составило 254 воспитанника. 16 августа 1905 года состоялось торжественное открытие нового учебного года с 7-м классом, при этом число гимназистов достигло 350 человек. Количество учащихся петергофской мужской гимназии год от года росло. Так, по сведениям её директора, на 21 февраля 1912 года в ней обучалось 527 учеников.
После Октябрьской революции, с осени 1919 года, в здании бывшей мужской гимназии открылась «2-я советская школа», переименованная вскоре в «Петергофскую школу имени Веденеева» в честь одного из бывших её учеников. С 1993 года одной из первых в стране средняя школа, пройдя процедуру аттестации, школа вновь стала гимназией.

## Известные выпускники
- Юта Бондаровская (1928—1944) — пионер-герой, партизанка 6-й Ленинградской партизанской бригады.
- Братья Владимир и Глеб Горкушенко — бойцы комсомольско-молодёжного взвода 79-го Истребительного батальона.
- Семён Степа́нович Ге́йченко (1903—1993) — советский писатель-пушкинист, музейный работник.
- Гущин, Виталий Андреевич (1939—2002) — инженер-конструктор, изобретатель, филокартист, краевед.
- Веденеев, Николай Николаевич — петергофский революционер(гимназия была его имени с 1920 до 1940)
- Мечислав Васильевич Доброковский — советский художник-график